# كاندا كريك رانش (ميشيغان)
كاندا كريك رانش (بالإنجليزية: Canada Creek Ranch CDP, Michigan)‏ هي منطقة سكنية تقع بولاية ميشيغان في الولايات المتحدة. تبلغ مساحتها 6.39 كم2، وترتفع عن سطح البحر 250 م، بلغ عدد سكانها 304 نسمة في عام 2010 حسب إحصاء مكتب تعداد الولايات المتحدة وتصل الكثافة السكانية فيها 47.6 نسمة لكل كيلومتر مربع (123.3/ميل2).

## التركيبة السكانية
حدّد مكتب تعداد الولايات المتحدة بيانات التركيبة السكانية لكاندا كريك رانش في تعداد الولايات المتحدة. في ما يلي، التركيبة السكانية حسب تعدادي 2000 و2010.

### تعداد عام 2000
بلغ عدد سكان كاندا كريك رانش 405 نسمة بحسب تعداد عام 2000، وبلغ عدد الأسر 207 أسرة وعدد العائلات 144 عائلة مقيمة في المنطقة السكنية. في حين سجلت الكثافة السكانية 63.4 نسمة لكل كيلومتر مربع (164.2/ميل2). وبلغ عدد الوحدات السكنية 613 وحدة بمتوسط كثافة قدره 95.9 لكل كيلومتر مربع (248.4/ميل2).
وتوزع التركيب العرقي للمنطقة السكنية بنسبة 99.01% من البيض و0.99% من عرقين مختلطين أو أكثر و0.25% من الهسبانيون أو اللاتينيون من أي عرق.
بلغ عدد الأسر 207 أسرة كانت نسبة 11.1% منها لديها أطفال تحت سن الثامنة عشر تعيش معهم، وبلغت نسبة الأزواج القاطنين مع بعضهم البعض 65.7% من أصل المجموع الكلي للأسر، ونسبة 2.9% من الأسر كان لديها معيلات من الإناث دون وجود شريك، بينما كانت نسبة 1% من الأسر لديها معيلون من الذكور دون وجود شريكة وكانت نسبة 30.4% من غير العائلات. تألفت نسبة 28% من أصل جميع الأسر من عدة أفراد يعيشون في نفس المنزل ونسبة 20.3% كانت تتألف من شخص يعيش بمفرده يبلغ من العمر 65 عاماً أو أكثر. وبلغ متوسط حجم الأسرة المعيشية 1.96، أما متوسط حجم العائلات فبلغ 2.33.
بلغ العمر الوسطي للسكان 61.8 عاماً. وكانت نسبة 11.6% من القاطنين تحت سن الثامنة عشر، وكانت نسبة 0.7% بين الثامنة عشر والرابعة والعشرين عاماً، ونسبة 9.4% كانت واقعةً في الفئة العمرية ما بين الخامسة والعشرين والرابعة والأربعين عاماً، ونسبة 35.8% كانت ما بين الخامسة والأربعين والرابعة والستين، ونسبة 42.5% كانت ضمن فئة الخامسة والستين عاماً فما فوق. يوجد لكل 100 أنثى 89.3 ذكر، ويوجد لكل 100 أنثى في الثامنة عشر من عمرها فما فوق 89.4 ذكر.
بلغ متوسط دخل الأسرة في المنطقة السكنية 32,857 دولارًا، أما متوسط دخل العائلة فبلغ 37,500 دولارًا. وكان متوسط دخل الذكور 28,750 دولارًا مقابل 21,250 دولارًا للإناث. وسجل دخل الفرد الخاص بالمنطقة السكنية 20,227 دولارًا. وكانت نسبة 2.8% من العائلات ونسبة 2.6% من السكان تحت خط الفقر، وكان من هؤلاء نسبة 0% تحت سن الثامنة عشر ونسبة 5.6% في الخامسة والستين من العمر وما فوق.

### تعداد عام 2010
بلغ عدد سكان كاندا كريك رانش 304 نسمة بحسب تعداد عام 2010، وبلغ عدد الأسر 156 أسرة وعدد العائلات 112 عائلة مقيمة في المنطقة السكنية. في حين سجلت الكثافة السكانية 47.6 نسمة لكل كيلومتر مربع (123.3/ميل2). وبلغ عدد الوحدات السكنية 575 وحدة بمتوسط كثافة قدره 90 لكل كيلومتر مربع (233.1/ميل2).
وتوزع التركيب العرقي للمنطقة السكنية بنسبة 97.37% من البيض و0.66% من الأمريكيين الأصليين و0.33% من الأمريكيين ذوي الأصول الآسيوية و1.64% من عرقين مختلطين أو أكثر و0.33% من الهسبانيون أو اللاتينيون من أي عرق.
بلغ عدد الأسر 156 أسرة كانت نسبة 9.6% منها لديها أطفال تحت سن الثامنة عشر تعيش معهم، وبلغت نسبة الأزواج القاطنين مع بعضهم البعض 66% من أصل المجموع الكلي للأسر، ونسبة 3.8% من الأسر كان لديها معيلات من الإناث دون وجود شريك، بينما كانت نسبة 1.9% من الأسر لديها معيلون من الذكور دون وجود شريكة وكانت نسبة 28.2% من غير العائلات. تألفت نسبة 27.6% من أصل جميع الأسر من عدة أفراد يعيشون في نفس المنزل ونسبة 18.6% كانت تتألف من شخص يعيش بمفرده يبلغ من العمر 65 عاماً أو أكثر. وبلغ متوسط حجم الأسرة المعيشية 1.95، أما متوسط حجم العائلات فبلغ 2.27.
بلغ العمر الوسطي للسكان 64.4 عاماً. وكانت نسبة 8.6% من القاطنين تحت سن الثامنة عشر، وكانت نسبة 3% بين الثامنة عشر والرابعة والعشرين عاماً، ونسبة 9.2% كانت واقعةً في الفئة العمرية ما بين الخامسة والعشرين والرابعة والأربعين عاماً، ونسبة 30.6% كانت ما بين الخامسة والأربعين والرابعة والستين، ونسبة 48.7% كانت ضمن فئة الخامسة والستين عاماً فما فوق. وتوزع التركيب الجنسي للسكان بنسبة 50% ذكور و50% إناث.